# Facultad de Ingeniería, Física e Informática
La Facultad de Ingeniería, Física e Informática (en inglés:College of Engineering, Physics, and Computing) es una de las facultades de la Universidad Católica de América y es el centro docente donde se imparten todos los programas de ingeniería, física e informática de la universidad. Se trata de una de las escuelas de ingeniería católicas más destacadas de los Estados Unidos.
Todos los profesores son doctores en ingeniería y tienen actividad en investigación y publicación científica.

## Historia
El programa académico en ingeniería comenzó a impartirse en la Universidad Católica de América en 1896, pero la escuela no se estableció como centro educativo específico hasta 1930. Poco después de su creación pasó a denominarse Escuela de Ingeniería y Arquitectura. En 1992 volvió a cambiar su nombre a Escuela de Ingeniería, ya que se creó una nueva escuela, la Escuela de Arquitectura y Planeamiento, que absorbió los programas de arquitectura. En 2025 se integraron en ella los departamentos de física e informática, adoptando su nombre actual de Facultad de Ingeniería, Física e Informática
Hasta 1950, la escuela se centraba en los programas de pregrado, pero la actividad investigadora y los programas de posgrado han ido creciendo en importancia desde 1950.

## Departamentos
- Departamento de Ingeniería biomédica
- Departamento de Ingeniería civil y ambiental
- Departamento de Ciencias de la computación
- Departamento de Ingeniería eléctrica y computación
- Departamento de Ingeniería mecánica
- Departamento de Física

## Programas de intercambio de estudiantes
La escuela tiene programas de intercambio de estudiantes con la Universidad Politécnica de Hong Kong (China) para que estos puedan cursar allí el segundo semestre del tercer año de carrera y de estudiantes y profesores con la Universidad Politécnica de Las Marcas (Italia), con un programa de doble maestría.

## Muro de la Fama
Desde 2008 la Escuela honra a sus egresados más ilustres inscribiéndolos en el denominado Muro de la Fama (Alumni Wall of Fame en idioma inglés).

### Miembros
- Michael D. Griffin, M.S.E.'74. Administrador de la NASA entre 2005 y 2009.
- Paul G. Gaffney II, M.S.E.'70. Presidente de la Universidad de Monmouth y expresidente de la National Defense University.
- Michael W. Michalak, M.S.E.'73. Embajador de los Estados Unidos en Vietnam.
- James A. Wilding, B.C.E.'59. Expresidente de la Metropolitan Washington Airports Authority.
- Charles H. Kaman, '40. Fundador de Kaman Aircraft Company.
- Donald A. Lamontagne, B.S.E. 1969. Excomandante de Air University.